# 콜롱베역
콜롱베역(프랑스어: Gare de Collombey, 독일어: Bahnhof Collombey)은 스위스 발레주의 콜롱베-뮈라 시정촌에 있는 기차역이다. 생젱골프-생모리스선의 중간 정류장이며, 지역 열차로만 운행된다.
1,000mm 미터궤 에이글-올롱-몽테-샹페리선은 역 북쪽의 생젱골프-생모리스선을 가로지른다. 에이글-올롱-몽테-샹페리선의 두 역인 콜롱베-뮈라 및 코르비에는 각각 콜롱베에서 약 230m 떨어져 있다.

## 운행편
다음 서비스는 콜롱베에서 정차한다:
- 레기오: 생젱골프와 브리크 사이를 매시간 운행